# OK Solin
Odbojkaški klub "Solin" (OK "Solin"; "Solin") je ženski odbojkaški klub iz Solina, Splitsko-dalmatinska županija, Republika Hrvatska, dok svoje sjedište ima prijavljeno u naselju Kučine.  

## O klubu
OK "Solin" je osnovan 2008. godine, a 2010. godine je službeno registriran pri Hrvatskom odbojkaškom savezu i Odbojkaškom savezu Splitsko-dalmatinske županije. KLub se pretežno natječe sa mlađim uzrasnim kategorijama. Seniorke kluba su se između 2015. i 2019. godine natjecale u 2. HOL – Jug i 1. B HOL – Jug . 

## Pregled plasmana po sezonama
| sezona    | rang lige | liga           | dio lige | poz.  | klubova u ligi | ut    | pob   | por   | set+  | set-  | bod   | doigravanje | napomene             | izvori |
| Solin     | Solin     | Solin          | Solin    | Solin | Solin          | Solin | Solin | Solin | Solin | Solin | Solin | Solin       | Solin                | Solin  |
| --------- | --------- | -------------- | -------- | ----- | -------------- | ----- | ----- | ----- | ----- | ----- | ----- | ----------- | -------------------- | ------ |
| 2015./16. | III.      | 2. A HOL – Jug |          | 8.    | 8              | 14    | 1     | 13    | 4     | 39    | 3     |             | 2. A nacionalna liga |        |
| 2016./17. | IV.       | 2. HOL – Jug   |          | 4.    | 9              | 16    | 10    | 6     | 36    | 22    | 30    |             | 2. nacionalna liga   |        |
| 2017./18. | III.      | 1. B HOL – Jug |          | 10.   | 11             | 20    | 2     | 18    | 11    | 57    | 5     |             | 1. B nacionalna liga |        |
| 2018./19. | III.      | 1. B HOL – Jug |          | 10.   | 10             | 18    | 0     | 18    | 2     | 54    | -9    |             | 1. B nacionalna liga |        |
|           |           |                |          |       |                |       |       |       |       |       |       |             |                      |        |
|           |           |                |          |       |                |       |       |       |       |       |       |             |                      |        |

## Vanjske poveznice
- Odbojkaški klub Solin , facebook stranica
- localgymsandfitness.com, Odbojkaški klub Solin
- natjecanja.hos-cvf.hr, OK SOLIN
- ossdz.hr, OK SOLIN
- szs.hr, Solinska zajednica športova
- sportilus.com, ODBOJKAŠKI KLUB SOLIN